# JP-233
JP-233 je dispenzer za nošenje submunicije namenjen za razaranje i zaprečavanje pista. Razvoj je počeo 1977. godine u firmi Hunting Engineering Ltd, (danas poznatog kao INSIS) iz Velike Britanije i Vazduhoplovstva SAD-a, za avion Tornado. USAF je nameravao da koristi ovo oružje na svojim udarnim avionoma F-111; međutim, 1980. godine, rastući troškovi doveli su do toga da se Amerikanci povuku iz programa, a Britanci su dovršili razvoj samostalno, radi potencijalne upotrebe za avione Tornado, Jaguar i Harrier. U operativnoj upotrebi je od 1980. godine. Svu potkalibarnu municiju avion može da izbaci u jednom naletu, nakon čega odbacuje i dispenzere. To je Britanski sistem prvobitno poznat kao LAAAS (Low-Altitude Airfield Attack System), ali je ovaj naziv napušten još u projektnoj fazi i konačno je usvojen sistem JP-233, koji se sastoji od nekoliko stotina podmunicije.

## Opis
Dispenzeri submunicije JP-233 su jedno od najefikasnijih sredstava za dejstvo po aerodromima. U svakom dispenzeru je postavljeno po 30 bombica za uništavanje pista  SG–357 i po 215 mina sa programiranim dejstvom radi onemogućavanja opravke oštećenih mesta koje se nazivaju HB-876. Od aviona koji su bili opremljeni da nose ove bombe je Američki F-111 koji je mogao da ponese po par od svake vrste, dok su Britanski avioni Jaguar i Harier mogli da nose samo jedan par bilo kog tipa, a Tornado je mogao biti opremljen sa parom mnogo većih gabarita na stubovima krila, gde svaki može da sadrži obadve vrste municije. Svaki JP-233 koji je postavljen na Tornadu bio bi podeljen na zadnji deo sa 30 bombica SG-357, dok je prednji deo imao 215 mina HB-876 zbog oštećenja pista. Obe ove vrste municije bile su opremljene malim padobranima.
Sistem ovog oružja koristi se na sledeći način; da uzmemo za primer avion Tornado, koji bi bio opremljen sa dva dispenzera JP-233 ispod tela, jedan pored drugog. Da bi napao pistu, pilot je morao da preleti iznad centralne linije piste. Nakon aktiviranja oružnog sistema JP-233, raspršivač bi počeo ispuštati mine SG-357 i HB-876 u podešenim intervalima (P02). I bombe i mine imaju padobran koji usporava brzinu udara i određuje orijentaciju u kojoj bomba ili mina udaraju o tlo. Pošto postoji nekoliko kombinacija dispenzera, kada su samo  215 bombica HB-876, zatim samo 30 mina SG-357 ili kombinovano i jednih i drugih, ovaj zadnji se najčešće koristi da bi se što više otežalo i usporilo čišćenje piste. Ako kojim slučajem ostanu neeksplodirane mine, onda one mogu da se aktiviraju ako ih neko fizički pomera ili sa vremenskim upaljačem sa odloženim vremenom od nekoliko minuta pa do 24 časa, pa čak u ređim slučajevima i više od 24 sata. Urušavanje piste u trajanju od 24 sata možda ne zvuči spektakularno, ali za moderno ratovanje u ova 24 sata može se steći puna vazdušna nadmoć kada je većina neprijateljskih pista privremeno onemogućena, a neprijatelj ne može da digne svoje avione u vazduh.
Ovi dispenzeri se koriste pri brzinama leta od oko 232 m/s sa visina 30–45 m.
Podvesni dispenzer JP-233 namenjen je za nošenje i razbacivanje dve vrste municije i to:
- - Kraterske (probojno-betonske) bombice za rušenje poletno sletnih staza kao i rulnih pista, malog su kalibra, SG–357 i
- - Mine protiv aerodromske mehanizacije, za sprečavanje transporta na aerodromima i za sprečavanje opravke oštećenih mesta na poletno sletnim stazama, za to služe mine HB-876.

Dispenzer JP-233 su četvrtastog preseka, a ne kao kod većine okruglog cilindričnog oblika i predstavljaju takozvani razbacivački kasetni uređaj predviđen za upotrebu u tri varijante i to:
1. varijanta: 30 kom SG 357 i 215 kom mina HB 876 (ukupna masa kasete 2235 kg),
2. varijanta: 30 kom SG 357, (ukupna masa kasete 1370 kg),
3. varijanta: 215 kom mina HB 876, (ukupna masa kasete 1150 kg).

Sva tri tipa dispenzera predviđena su za upotrebu na taktičkim avionima tipa Tornado i nekim avionima SAD (F-111, F-16 i dr.)
Ovaj sistem ima i nekoliko nedostataka kao na primer: kada eksplodiraju bombe na pisti svetlost koja se stvarala od detonacija bila je toliko jaka da su se avioni jako dobro videli na noćnom nebu, što daje mogućnost protivvazdušnoj odbrani da uoči avion i da ga pogodi. To je bilo jako izraženo u zalivskom ratu gde su Britanci imali jako velikih problema da posle detonacija bombi pobegnu a da ne budu uočeni i pogođeni. Drugi nedostatak je bio taj što je Tornado morao da leti ravno iznad piste na maloj nadmorskoj visini, da bi mogao da bombarduje. A glavni nedostatak oružanog sistema JP-233 je taj što je to veoma specijalizovan sistem oružja pogodan za ograničen broj zadataka. Pored primarnog zadatka uništenja  pista, zatim aviona i nekih vozila na stajankama ili nekih skladišta, drugih nekih relevantnih mogućnosti nije bilo. Tako da ovaj ograničeni način upotrebe, čini ga izuzetno skupim oružjem u ekonomskom smislu.

## Kraterska bombica SG-357
Bomba je u operativnoj upotrebi više zemalja NATO pakta i predstavlja posebnu vrstu kasetne bombice konstruisanu sa specijalnim dvostrukim punjenjem za probijanje i stvaranje kratera u betonu poletno sletnih staza aerodroma. SG 357 spada u red bombi malog kalibra, kasetnog tipa.
Svaka pojedinačno bomba SG-357 je teška oko 26 kilograma odnosno (57 pounds) i spada u grupu bombi za uništavanje ili onesposobljavanje poletno sletnih staza to jest aerodomskih pista. To je bomba sa tandem punjenjem to jest sa specijalnim dvostrukim punjenjem. Prednji deo je duži ali sa manjim prečnikom i sastoji se od cilindričnog kumulativnog punjenja sa rupom prema dole u sredini. Zadnji deo je kraći ali većeg je prečnika sa eksplozivnim punjenjem i pravi krater sa podizanjem gornjeg sloja piste. U prednjem delu  je teleskopski sistem upaljača koji bi stvorio tačan vremenski razmak (odlaganje) detonacije (podesivi vremenski sistem upaljača - P04 & P05)  da bi bomba što više prodrla u pistu i tada pri samoj eksploziji bi došlo do većeg oštećenja piste. Pri samom udaru u pistu aktivira se kumulativni mlaz koji bi bio dovoljan da se spusti kroz rupu stvorenu u obliku cilindra i probije duboko betonsku površinu piste, i zatim bi se naknadno aktivirao drugi upaljač sa vremenskim zakašnjenjem (zakašnjenje daje bombi dovoljno vremena da prodre što dublje u pistu), gde bi došlo do podzemne eksplozije ispod površine piste. Ova druga eksplozija imala je za cilj da proizvede krater sa značajnim oštećenjima što popravak piste čini mnogo težim i dugotrajnijim. Gore sam već pomenuo da postoje 2 vrste vremenskih upaljača za odlaganje eksplozije P04 & P05, sa kratkim kašnjenjem, bombe eksplodiraju 0,5 sekundi nakon što probuše pistu.
Ova podmunicija SG-357 se nosi u kasetnom uređaju JP-233 i to same ili u kombinaciji sa minama HB-876 (za zaprečavanje), koje sprečavaju kretanje i rad inžinjeriskoj mehanizaciji posle bombardovanja, čime se usporava opravka poletno letnih staza i produžava neupotrebljivost aerodroma.
Po konstrukciji je slična nemačkoj bombi STABO, s tim, da su joj za 50% veći masa i dimenzije. Ove avio-bombe se postavljaju u cevi podvesnog kontejnera JP-233, koje su ugrađene pod uglom od 30 stepeni u odnosu na vertikalnu ravan kontejnera, čime se obezbeđuje njihovo izbacivanje u stranu suprotnu od pravca leta aviona.

### Dejstvo bombe SG-357
Posle odbacivanja bombe iz kasete, otvara se kočeći padobran koji usporava pad bombe i tako omogućava sopstvenom avionu da napusti opasnu zonu dejstva bombe.
Kada bomba dođe do cilja (betonske piste), dejstvuje senzorski upaljač i aktivira primarnu bojevu glavu, koja svojim dejstvom stvara rupu u betonu, te omogućava da se sekundarna glava usadi i nabije što dublje u otvoru betona.
Dejstvom drugog upaljača sekundarne glave, aktivira se visoko brizantni eksploziv koji svojim dejstvom stvara duboki krater u pisti, sa gotovo pravilnim kružnim otvorom, malo uzdignutim i potpunim oštećenjem tog dela piste. Unutrašnjost kratera ide ispod betona u širinu, što kasnije otežava opravku poletno sletne staze.
Zbog upotrebe velikog broja ovih bombica u jednom naletu, stvara se ogroman broj malih kratera i oštećenja, što za duži vremenski period izbacuje poletno sletne staze iz upotrebe.

## Mine HB-876
Mine HB-876 je u stvari kasetna avio-bomba sa slobodnim padom i teška 2,4 kg. Namenjena je za dejstvo po stacionarnim zgusnutim ciljevima kao što su aerodromi, onda nekih vozila ili aviona koja bi se zatekla na pisti, zatim železnička čvorišta i slično. Razvijena je u Velikoj Britaniji od kasetne avio-bombe BL-755 (koristi isto telo) u firmi Hunting Engineering Ltd i puni se sa submunicijom-minama za zaprečavanje HB-876, razvijenim za kasetni kontejner JP-233. Uvedena je u naoružanje vazduhoplovstva V.Britanije krajem 1987.godine.
One bombice HB-876 koje bi ostale neeksplodirane, bile bi raštrkane po površini, čineći vrlo opasnim brzi popravak piste. Spoljna strana municije je okružena čeličnim trakama koje se drže ravno uz bok eksploziva. Nakon padanja na površinu, mala eksplozivna naprava bi oslobodila opruge tako da bi mina postala "uspravna" na površini, a fragmenti bojne glave bili bi okrenuti prema gore. Spoljni deo košuljice  je cilindričnog oblika  koji je napravljen od čelika i prilikom detonacije će širiti male čelične protivpešadijske fragmente, otprilike slične poput ručne bombe, u svim radijalnim smerovima. Bombe bi eksplodirale u određenim intervalima ili ako bi ih neko dirao.

### Opis mine HB-876
Posle odbacivanja od aviona kasete, pod dejstvom pritiska barutnih gasova odvajaju se od oplate košuljice kasete, iz koje se izbacuju mine. Posle izbacivanja mina HB-876 na istima se otvaraju padobrani za stabilizaciju i time se smanjuje brzina padanja bombice.
Aktiviranje mine HB-876 može biti pomoću senzora, pomoću inercionog upaljača ili nakon određenog vremena. Bojeva glava mine ima dvostruki efekat, a obzirom na veliku brzinu parčadi ista prodiru u unutrašnjost sredstva i mogu oštetiti na većoj daljini vazduhoplove na stajankama, motorna vozila ili vazduhoplove koji rulaju.
Mina HB-876 je parčadno-probojnog dejstva, a namenjena je za dejstvo po živoj sili i po nezaštićenoj tehnici, koja se koristi za opravku poletno sletnih staza (PSS) oštećenih dejstvom avio-bombi SG-357. Kasetna mina za ometanje ili, kako se još naziva "zaprečna mina HB-876, služi da se baca zajedno sa drugim avio-bombama, naročito sa kasetnom kraterskom bombom SG-357 za rušenje aerodromskih pista. Mina je kumulativno-rasprskavajuća čije je punjenje smešteno u masivno narezano telo.
Mina HB-876 služi da spreči brzu opravku porušene pista, kao i da blokira kretanje svim inžinjerijskim mašinama i transportnim vozilima po aerodromu, u cilju saniranja stanja posledica bombardovanja. HB-876 izbacuje se iz kasetnog uređaja JP-233, samostalno ili zajedno sa SG-357. Obzirom na dimenzije HB-876, ista je našla široku primenu za odbacivanje iz kasetnih avio-bombi američke proizvodnje, kao i engleskih kasetnih avio-bombi BL-755 (HADES) koja je modifikovana za nošenje ovih mina.

### Dejstvo mine HB-876
Obzirom na namenu HB-876, da vrši ometanje i ne dozvoli opravku već porušene aerodromske piste, to je njeno dejstvo usporeno i sa određenim tempiranim vremenom od momenta udara iste o tlo. Kada se HB-876 izbaci iz izbacivača otvara se padobran čiji je zadatak da uspori pad i smanji silu udara mine u tlo. Pri udaru mine o čvrstu pregradu (padu na zemlju) odvaja se padobran, kao i prsten čeličnih opružnih nožica (šapica). Šapice se razmiču u stranu i minu orjentišu tako da njen kumulativni konus bude usmeren na gore. Istovremeno se aktivira baterija za napajanje elektronskog i senzorskog upaljača. Time je mina spremna za dejstvo. HB-876 ne dejstvuje pri padu na zemlju, već nakon izvesnog vremena, kada se ista pokrene.
Poseduje vrlo osetljiv senzorski upaljač koji reaguje na svaki dodir mine posle njenog armiranja tj. pada na cilj. Mina je opremljena sa dve vrste upaljača - nekontaktnim magnetnim i upaljačem vremenskog dejstva od nekoliko minuta do nekoliko časova. Dodirom, pomeranjem ili kotrljanjem iste mina se aktivira. Ako nakon određenog (tempiranog) vremena ne dođe do pomeranja iste, programator u elektronskom delu mine se aktivira i mina eksplodira.
TT podaci za minu HB-876:
- Dužina.....................0,15 m
- Prečnik tela.............100 mm
- Težina......................2,45 kg

## Korišćenje kasetnog dispenzera stalnog tipa JP-233 u konfliktima
1990-1991: U Iraku i Kuvajtu su SAD i njeni saveznici bacili 61.000 kontejnera avio kasetnih bombi, koji sadrže oko 20 miliona bombica. Saudijska Arabija je u zajedničkoj akciji sa SAD gađala artiljerijskim, kao i avio kasetnim bombama tokom bitke za mesto Khafji. Tačan broj kasetne municije korišćen iz artiljerijskih i raketnih sistema nije poznat ali se sumnja da je bilo preko 30 miliona podmunicije DPICM. Francusko vazduhoplovstvo je u zalivskom ratu 17. januara 1991. godine, sa svojim avionima Jaguar tokom borbenih letova bacalo kasetne na Kuvajtsku avio bazu Al-Jaber, tada još pod iračkom kontrolom, tokom operacije „Daguet”. Takođe su i Britanci učestvovali u tom ratu sa svojim avionima i koristili su svoj arsenal kasetnih bombi. Pouzdano se zna da su njihovi avioni Tornado koristili kasetni dispenzer stalnog tipa JP-233, gde je Iračka protivvazdušna odbrana i oborila jedan avion Tornado, prilikom bombardovanja Iračkih aerodromskih pista kasetnim bombama , mada to Britanci neće da priznaju, tvrdeći da je avion pao sam od sebe.

## Spoljašnje veze
- (језик: енглески) Opis dispenzera JP-233 i njegova upotreba[мртва веза]
- (језик: енглески) JP-233 - Prikaz aviona kako izbacuje kasetne iz dispenzera на веб-сајту
- (језик: енглески) JP-233 - Prikazano kako kasetne bombice dejstvuje pri padu na pistu на веб-сајту
- (језик: енглески) Opis kasetne bombe na vojnoj Wikia
- (језик: енглески) Opis kasetnog dispenzera JP-233 Архивирано на веб-сајту  (4. јун 2023)
- (језик: енглески) Vojni forum opširno opisuje dispenzer JP-233[мртва веза]